# 7 Zwerge – Der Wald ist nicht genug
7 Zwerge – Der Wald ist nicht genug ist eine Filmkomödie aus dem Jahr 2006, die als Fortsetzung des Films 7 Zwerge – Männer allein im Wald von Otto Waalkes gedacht ist. Der Film enthält Motive aus verschiedenen Märchen, wobei die Anspielung auf Rumpelstilzchen am auffälligsten ist. Der Titel ist eine Anspielung an den 1999 erschienenen James-Bond-Film Die Welt ist nicht genug. Außerdem wird auf die Verfilmungen von Harry Potter und Der Herr der Ringe Bezug genommen.

## Handlung
Seit den Ereignissen des ersten Teils ist einige Zeit ins Land gegangen. Schneewittchen ist inzwischen Königin und hat vom Hofnarren, der sie aber inzwischen wieder verlassen hat, ein Kind bekommen. Da taucht das Böse in Form von Rumpelstilzchen im Schloss auf und fordert die Herausgabe des Prinzen. Hofdiener Spliss hat dem Zaubergnom zuvor aus einer Zwangslage geholfen und gegen volles Haar das Baby versprochen. Als Schneewittchen die Herausgabe ablehnt, gibt Rumpelstilzchen ihr eine Frist von zwei Tagen, innerhalb deren sie seinen Namen herausfinden muss. Sonst holt er sich das Kind. In ihrer Not wendet sie sich an ihre Freunde, die sieben Zwerge.
Im Zwergenhaus trifft Schneewittchen nur Bubi an, der ihr mitteilt, dass seine sechs Freunde fortgegangen seien, um ihr Glück zu suchen. Der Zuschauer ahnt, dass es sich in Wahrheit um Rumpelstilzchen handelt, das die Fähigkeit besitzt, Gestalt und Stimme anderer Personen anzunehmen. In Schneewittchen-Verkleidung hat es so die Zwerge gegeneinander aufgebracht. Bubi zieht los, um alle Zwerge wiederzuvereinen und den Namen des Bösen herauszubekommen.
Nachdem er das Septett in einem mittelalterlichen Städtchen wieder zusammengeführt hat, brechen sie auf zu der einzigen Person, die den Namen wissen könnte: zum weisen Helge. Dessen Behausung finden die Zwerge allerdings verlassen vor. Nur eine Nachricht blieb zurück, die besagt, dass Helge sich zum „Palast der Fische“ begeben hat. Mithilfe eines Zauberbuches, einer Karte sowie des sprechenden Zauberspiegels machen sich die Zwerge umgehend dahin auf, wo sich der Palast befinden soll: in der anderen Welt. Diese entpuppt sich als die tatsächliche Realität einer deutschen Großstadt (Hamburg).
Währenddessen verfolgt Rumpelstilzchen die Fortschritte der Zwerge und versucht diese immer wieder durch Eingriffe und Maskeraden anderer Personen (meist deutsche Comedians) am Erfolg zu hindern. Zudem hat es mit der früheren Königin ein Bündnis, die inzwischen als vergessliche Hexe in einem Knusperhaus lebt und als Heilerin und Therapeutin arbeitet. Von hier startet Rumpelstilzchen zu seinen Angriffen auf die Zwerge, scheitert dabei aber ein ums andere Mal.
Nach einer Odyssee erreichen die Zwerge schließlich den „Palast der Fische“, bei dem es sich um einen Fischbudenwagen handelt. Der weiße Helge, der ihn betreibt, weiß zur Enttäuschung der sieben zwar auch nicht den Namen, gibt ihnen aber einen Hinweis, wer weiterhelfen könnte: die Hexe. Daraufhin suchen die Zwerge einen Zauberspiegel auf, durch den sie in ihr eigenes Universum zurückgelangen.
Bei der Hexe erhalten die Zwerge schließlich den gesuchten Namen, den Rumpelstilzchen zuvor aufgeschrieben hat. Allerdings gelingt es diesem durch Ablenkung und eine weitere Verkleidung, den sieben ein gefälschtes Dokument unterzuschieben. Am Ende gelangen die sieben zu Schneewittchen, Brummboss und dem Baby ins Schloss, wo sie Rumpelstilzchen zunächst den falschen Namen nennen („Frau Holle“). Allerdings kann Bubi kurz vor Ablauf des Ultimatums den richtigen Namen sagen. Er wusste ihn bereits von Anfang an, allerdings ließen ihn seine Freunde nie zu Wort kommen.
Dadurch werden Schneewittchen und das Kind gerettet sowie das Böse besiegt. Zudem erklärt Spliss den Kuhhandel für nichtig, da die versprochene Haarpracht inzwischen wieder ausgefallen ist.

## Extended Version
Von Sieben Zwerge – Der Wald ist nicht genug existiert eine erweiterte Version, die bislang nicht auf DVD oder Blu-ray Disc erschienen ist. Auf DVD und Blu-ray ist nur die Kinofassung vorhanden. Die Extended Version wird bei Fernsehausstrahlungen verwendet. Auf Streaming-Diensten wie z. B. Amazon Prime und Netflix ist der Film (nur) in der erweiterten Version verfügbar.
Für die Extended Version wurden alternative Szenen verwendet sowie eine Nebenhandlung eingefügt. In der Kinofassung sieht man nach den Ereignissen mit Udo Lindenberg und der Tandemfahrt eine stilisierte Karte, auf der der Weg der Zwerge durch die Stadt als Strichlinie dargestellt wird. Danach erreichen sie den „Palast der Fische“.
In der erweiterten Version fehlt die Kartenansicht, dafür wurde kurz nach der Tandemfahrt eine neue Szene eingefügt. Hier sieht man, wie Rumpelstilzchen mit verstellter Stimme einen Mann namens Mario anruft. Mario ist Schausteller und sucht Zwergendarsteller, wobei Rumpelstilzchen ihm die sieben Zwerge als ebensolche anpreist und „vorbeischickt“. Mario passt die sieben ab, verpasst ihnen alberne Zwergenkleidung und steckt sie als Statisten in den von ihm betriebenen Märchen-Themenpark. Hier sollen diese in einem Szenenbild mit Schneewittchen mitwirken, die von Marios mürrischer Ehefrau verkörpert wird. Allerdings sind die Zwerge von ihrem Job keineswegs begeistert.
Zeitgleich schleicht sich auch Rumpelstilzchen in den Park, um in einer Bubi-Maskerade Unfrieden zu streuen sowie an die Karte zum Palast zu gelangen. Allerdings können die Zwerge Mario entfliehen und diesem außerdem die zuvor gestohlene Karte wieder abnehmen, während Rumpelstilzchen Marios Zorn zu spüren bekommt. Anschließend geht es wie in der Kinoversion vor dem „Palast der Fische“ weiter.
Dementsprechend wurde auch die Finaleinstellung verändert, in der Rumpelstilzchen Schneewittchen und den Zwergen alle seine Maskeraden präsentiert. Hier wurde zusätzlich das Bubi-Alter-Ego eingefügt.

## Alternatives Ende
Weiterhin existiert die Version eines alternativen Endes. Dieses ist aber nur in Kombination mit der Extended Version komplett verständlich. Im alternativen Ende wird beratschlagt, wie man Rumpelstilzchen bestrafen sollte. Die Zwerge machen einen Vorschlag, und in der letzten Einstellung sieht man Rumpelstilzchen, wie er in alberner Verkleidung in Marios Märchenpark auftreten muss.
Das alternative Ende ist als Extra auf der Film-DVD enthalten. Bei Fernsehausstrahlungen wird es nicht verwendet. Auch auf Streaming-Diensten ist es nicht verfügbar.

## Die Zwergensongs
Zu dem Film ist ein Musikalbum mit dem Titel 7 Zwerge - Der Wald ist nicht genug - Die Zwergensongs erschienen. Dieses wird als Soundtrackalbum vertrieben. Es sind Liedern aus dem Film und dem Vorgänger 7 Zwerge – Männer allein im Wald enthalten. Dazu gesellen sich ein Making-of Video und einige neue Lieder. Die neuen Lieder sind „Zwergenversionen von legendären Hits“.
Das Musikalbum wird von den Darstellern der „Sieben Zwerge“ und anderen wesentlich mitinterpretiert.
1. Steh’ auf, wenn du auf Zwerge stehst – 7 Zwerge
2. Sunny – 7 Zwerge
3. Ich bin Koch – 7 Zwerge
4. Mach mal einen einfach nur glücklich – 7 Zwerge
5. Schlaf Kindschen schlaf – 7 Zwerge
6. Ein Riese von Zwerg – 7 Zwerge
7. Kommando Knusperhaus – 7 Zwerge
8. The Love Of My Life – Jasmin Wagner
9. Schneewittchens Schlaflied – 7 Zwerge
10. Kings’ Blues – 7 Zwerge
11. Rumpelrock – 7 Zwerge
12. Hexenhaus – 7 Zwerge
13. Der Zwergenmarsch – 7 Zwerge
14. Zwergensymphonie Nr. 77 – 7 Zwerge
15. Making-of Video „Dwarves In The Wood“ – 7 Zwerge
16. Der Zwergenmarsch – Various Artists

## Trivia
- Das Bahngleis 7¾ ist eine Anspielung auf das Gleis 9¾ aus der Harry-Potter-Reihe.
- Markus Majowski konnte aus terminlichen Gründen bei der Fortsetzung nicht dabei sein. Seine Rolle übernahm der Schauspieler Gustav Peter Wöhler.
- Wie im ersten Film fährt die Kamera am Anfang über eine Karte, die optisch an Der Herr der Ringe erinnert. Es tauchen dabei bestimmte Ortsnamen und Geländepunkte auf, deren Bezeichnung Verballhornungen der Namen aller Schauspieler sind. So tauchen Namen wie „Neumannsheim“ (Axel Neumann), „Olms Klamm“ (Hans Werner Olm), „Cosmashiva-Allee“ (Cosma Shiva Hagen), „Sankt Helge Kapelle“ (Helge Schneider) oder „Unterwaldt“ (Regisseur Sven Unterwaldt) auf. „Olms Klamm“ erinnert zudem an „Helms Klamm“ aus Der Herr der Ringe.
- Die blonde Haarpracht, die Hans-Werner Olm als Spliss im Film trägt, ist an die Frisur von Entertainer Thomas Gottschalk angelehnt.
- Schauspielerin Mirja du Mont mimt im Film das Rotkäppchen. Im ersten Teil übernahm Mavie Hörbiger diesen Part.
- Schauspieler und Synchronsprecher Douglas Welbat, der auch als Produzent tätig war, hat im Film eine Rolle als Betreiber eines Angelladens. Er ist außerdem der Erzähler, der mit sonorer Stimme Einleitung und Epilog spricht.
- Rumpelstilzchen führt Selbstgespräche, womit auf Gollum aus Der Herr der Ringe angespielt wird.
- Der „Palast der Fische“, in dem der weiße Helge arbeitet, ist eine Anspielung auf den Film Jazzclub, in dem Helge Schneider zeitweise in einem ähnlichen Fischwagen arbeitet.
- Nachdem in der Hamburger Bank Alarm ausgelöst wurde, fuhren Polizeifahrzeuge mit Berliner Kennzeichen (B) vor. Auf den Ärmeln der Polizisten ist jedoch das Wappen Hamburgs zu sehen.
- Das Lied Hexenhaus (gesungen vom weißen Helge) von Helge Schneider ist eine Anspielung auf das von ihm gesungene Lied Katzeklo.
- Während die Zwerge das Hexenhaus umzingeln, singen sie einen Part aus Only You von den Flying Pickets.

## Kritik
„… will bedingungslos unterhalten, was ihm bei einem jungen Publikum und erwachsenen Zuschauern, die einfach einmal ihre Alltagssorgen vergessen und einen vergnüglichen Abend verbringen wollen, ohne Frage gelingen wird. Was der eine als entsetzlich unlustig empfindet, ist für den anderen ein großes Vergnügen, in Sachen Humor lässt sich schließlich trefflich streiten. Zuschauer, die den ersten Teil mochten, können bedenkenlos einen Kinobesuch planen, Anhänger subtilerer Komik sollten sich eher anderweitig umschauen. Dass von dem ehemals originellen und spritzigen Humor des jungen Otto Waalkes nicht mehr viel übrig geblieben ist, verwundert zwar nicht, hinterlässt aber freilich bei Freunden seines frühen Schaffens einen leicht trüben Eindruck.“

„Nummernrevue mit unterschiedlich gelungenen Gags und verfremdeten Märchenmotiven, die sich zu keiner geschlossenen Handlung fügt und in mitunter nur mäßig komischen Cameo-Auftritten bekannter Comedy-Stars verliert.“

„Wer sich an kleinwüchsigen Kalauern freuen kann, der kriegt hier sein Weihnachtspräsent: Titanic-Gründer Bernd Eilert und Regisseur Sven Unterwaldt schrecken vor keiner noch so doofen Albernheit zurück. Sehr liebevoll gemacht sind dafür Ausstattung und Spezialeffekte.“

„Otto Waalkes und das Who’s Who der deutschen TV-Comedians machen Kleinkindertheater – auf professionellem Standard, aber für Erwachsene doof.“

## Drehorte
- Die „andere Welt“ ist Hamburg. (Genauer die Haltestelle Rödingsmarkt & Hammerbrook, 16. und 17. Juli 2005)
- Gleis 7¾ ist Gleis 1 in Bremen Hauptbahnhof.
- Diverse Innenszenen entstanden in der Burg Dankwarderode in Braunschweig.
- Weitere Schauplätze: Quedlinburg am Marktplatz neben dem Rathaus, Wernigerode im Bereich des Oberpfarrkirchhofs, der Blaue Haufen in Goslar.
- Die Stadtimpressionen sind alle in Hamburg gedreht.

## Fortsetzung
Otto Waalkes kündigte im Jahr 2007 Pläne für eine computeranimierte Version der 7 Zwerge an: Das Prequel Der 7bte Zwerg kam am 25. September 2014 in die Kinos.

## Auszeichnungen
- 2006
  - Goldene Leinwand für 3 Millionen Zuschauer in 18 Monaten
  - Bogey in Gold für über drei Millionen Kinobesucher in 28 Tagen
- 2007
  - Deutscher Comedypreis: Beste Filmkomödie national

Die Deutsche Film- und Medienbewertung FBW in Wiesbaden verlieh dem Film das Prädikat „wertvoll“.